# Jean-Louis Martin (homme politique)
Pour les articles homonymes, voir Jean-Louis Martin et Martin.
Jean-Louis Martin est un homme politique français né le 22 juin 1791 à Tullins (Isère), et décédé le 9 septembre 1878 à Chatte (Isère). 
Avocat, puis avoué à Saint-Marcellin, il est député de l'Isère de 1837 à 1846, siégeant parmi les libéraux, dans l'opposition de gauche.

## Sources
- « Jean-Louis Martin (homme politique) », dans Adolphe Robert et Gaston Cougny, Dictionnaire des parlementaires français, Edgar Bourloton, 1889-1891 [détail de l’édition]
- Ressource relative à la vie publique :   - Base Sycomore